# Lebel-sur-Quévillon
Lebel-sur-Quévillon è un comune del Canada, situato nella provincia del Québec, nella regione di Nord-du-Québec.